# 만리포항
만리포항(萬里浦港)은 충청남도 태안군 소원면 모항리에 위치한 어항이다. 1972년 8월 7일 지방어항으로 지정되었다. 관리청은 충청남도, 시설관리자는 태안군수이다.

## 어항구역
만리포항의 어항구역은 다음과 같다.
- 수역
  - 말리 끝뿌리 기점(X=365,299 Y=122,330)으로부터 동쪽으로 45°방향으로 508m, 이점에서 정남방향으로 육지와 연결한 선내의 공유수면
- 육역
  - 충청남도 태안군 소원면 모항리 1324-49 (잡종지)
  - 충청남도 태안군 소원면 모항리 1326 (제방)
  - 충청남도 태안군 소원면 모항리 1327 (잡종지)